# Urwenna
Urwenna (ukr. Урвенна) – wieś na Ukrainie w rejonie zdołbunowskim obwodu rówieńskiego. W 2001 roku liczyła 478 mieszkańców.
Prywatna wieś szlachecka, położona w województwie wołyńskim, w 1739 roku należała  do klucza Ostróg Lubomirskich.

## Zabytki
Pałac zbudowany w 1828 r. przez  marszałka powiatu Witalisa Porczyńskiego. Po marszałku majątek odziedziczyła żona Kornelia Podhorodecka, po niej wnuczka i jej mąż Adolf Omieciński. W wyniku represji po powstaniu styczniowym Polacy nie mieli prawa nabywania majątków ziemskich na ziemiach zabranych, wobec czego spadkobiercy rozparcelowali majątek pomiędzy dwóch Czechów, którzy podzielili się także pałacem. Piętrowy pałac kryty dachem czterospadowym, wybudowany na planie prostokąta. Od frontu portyk z czterema kolumnami doryckimi potrzymującymi trójkątny fronton. Obiekt położony na północno-wschodnim skraju wsi, przy szosie do Równego, na terenie zdewastowanego zakładu przemysłowego.

## Linki zewnętrzne

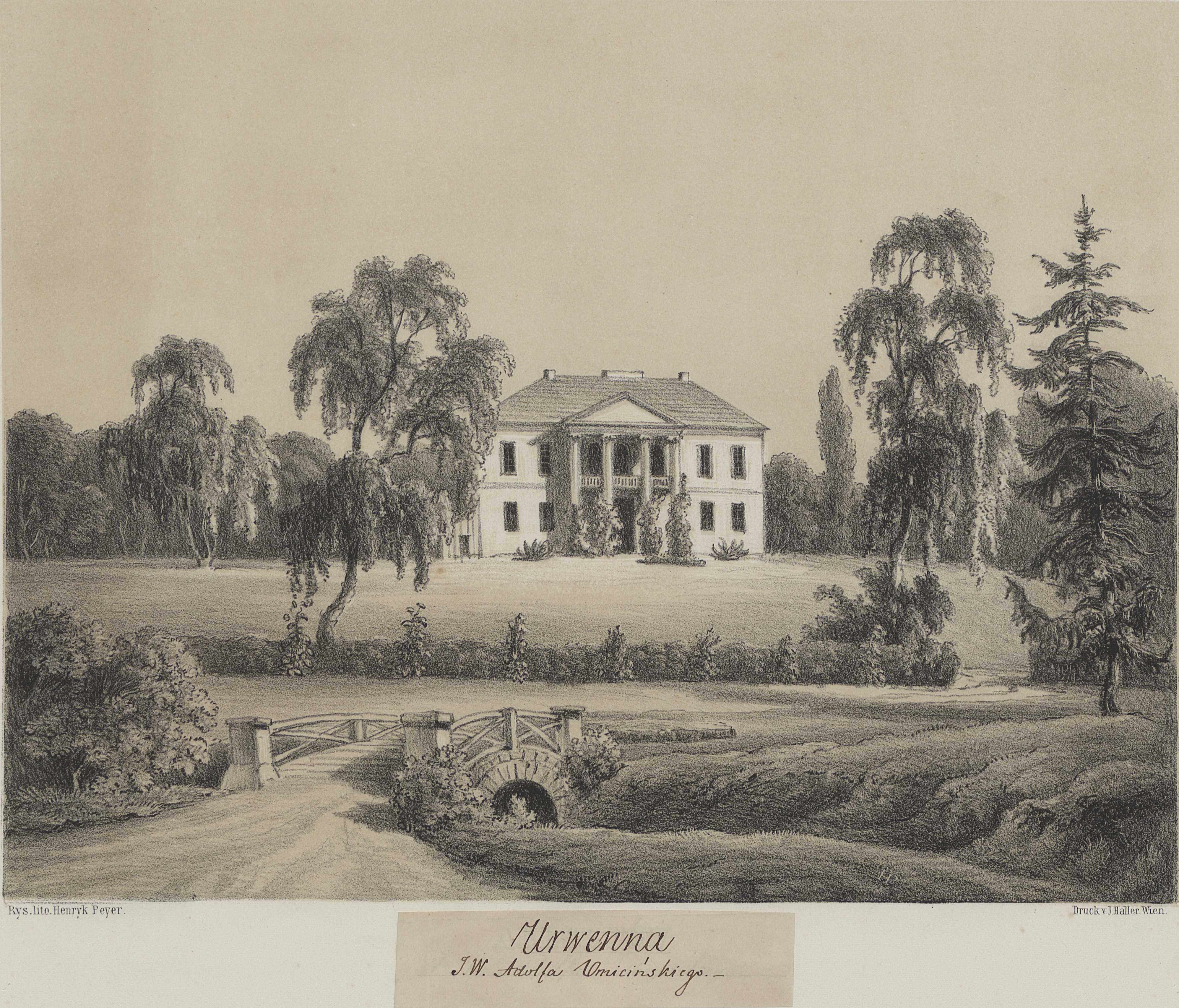
Pałac, rys. H. Peyer, c. 1850